# Gilbert U-238 Atomic Energy Laboratory

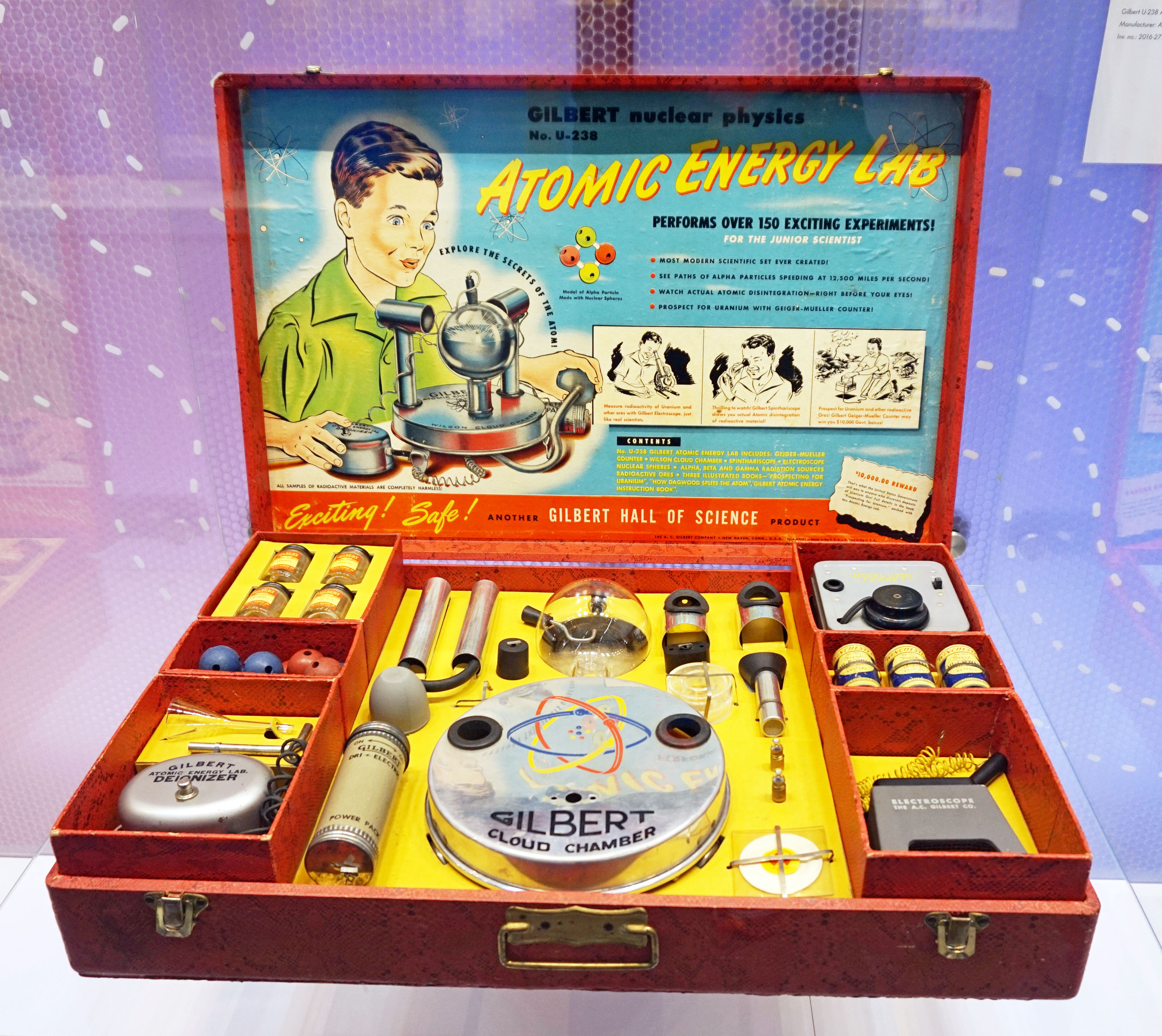
Gilbert U-238 Atomic Energy Laboratory

Gilbert U-238 Atomic Energy Lab – zabawkowy zestaw laboratoryjny, którego zadaniem miało być umożliwienie dzieciom tworzenia i oglądania reakcji jądrowych i chemicznych przy użyciu materiału radioaktywnego. Zestaw został opracowany przez Alfreda Carltona Gilberta, który stworzył także zabawkowy zestaw konstrukcyjny Erector Set. Atomic Energy Lab, produkowane przez A.C. Gilbert Company, trafiło do sprzedaży w 1950 roku.

## Okoliczności opracowania zabawki
Gilbert uważał, że zabawki są podstawą budowania „solidnego amerykańskiego charakteru”, a wiele z projektowanych przez niego modeli miało funkcje edukacyjne. Atomic Energy Lab było jednym spośród kilkunastu zestawów laboratoryjnych do reakcji chemicznych dostępnych wówczas na rynku. Gilbert wśród rodziców promował ideę, że wykorzystanie w zestawach reakcji chemicznych ukierunkuje zainteresowania ich dzieci w stronę potencjalnej kariery naukowej i inżynierskiej.
W 1954 roku Gilbert napisał w swojej autobiografii The Man Who Lives in Paradise, że AEL było „najbardziej spektakularną z [produkowanych przezeń] nowych zabawek edukacyjnych”. Gilbert pisał, że rząd zachęcał go do rozwoju zestawu, ponieważ w kręgach rządowych panowało przekonanie, jakoby tego typu zabawki mogły pomóc społeczeństwu zrozumieć energię atomową i uwydatnić jej twórcze aspekty. Gilbert bronił również swojego AEL, twierdząc, że było bezpieczne, właściwe i że nad projektem pracowali niektórzy z najlepszych fizyków jądrowych w kraju.
W przeciwieństwie do innych zabawek firmy A.C. Gilbert, AEL nigdy nie zyskało popularności i wkrótce zniknęło ze sklepów. Sprzedano mniej niż 5000 zestawów, a produkt był dostępny tylko w latach 1950–1951. Gilbert uważał, że AEL nie odniosło sukcesu, ponieważ byłoby bardziej odpowiednie dla tych, którzy mieli już pewne wykształcenie, a nie dla młodszych odbiorców, którym produkt próbowano sprzedać. Uniwersytet Columbia zakupił pięć takich zestawów do swojego laboratorium fizycznego.

## Opis

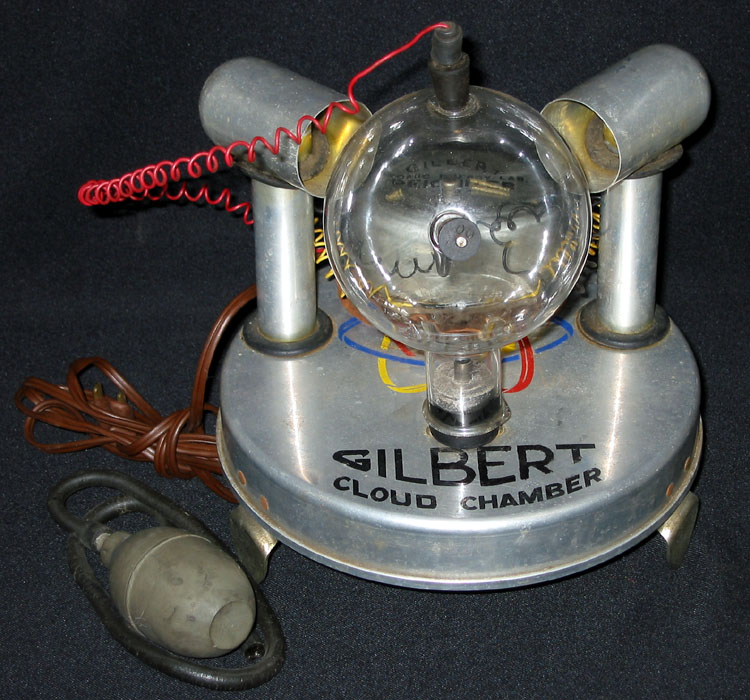
Komora mgłowa

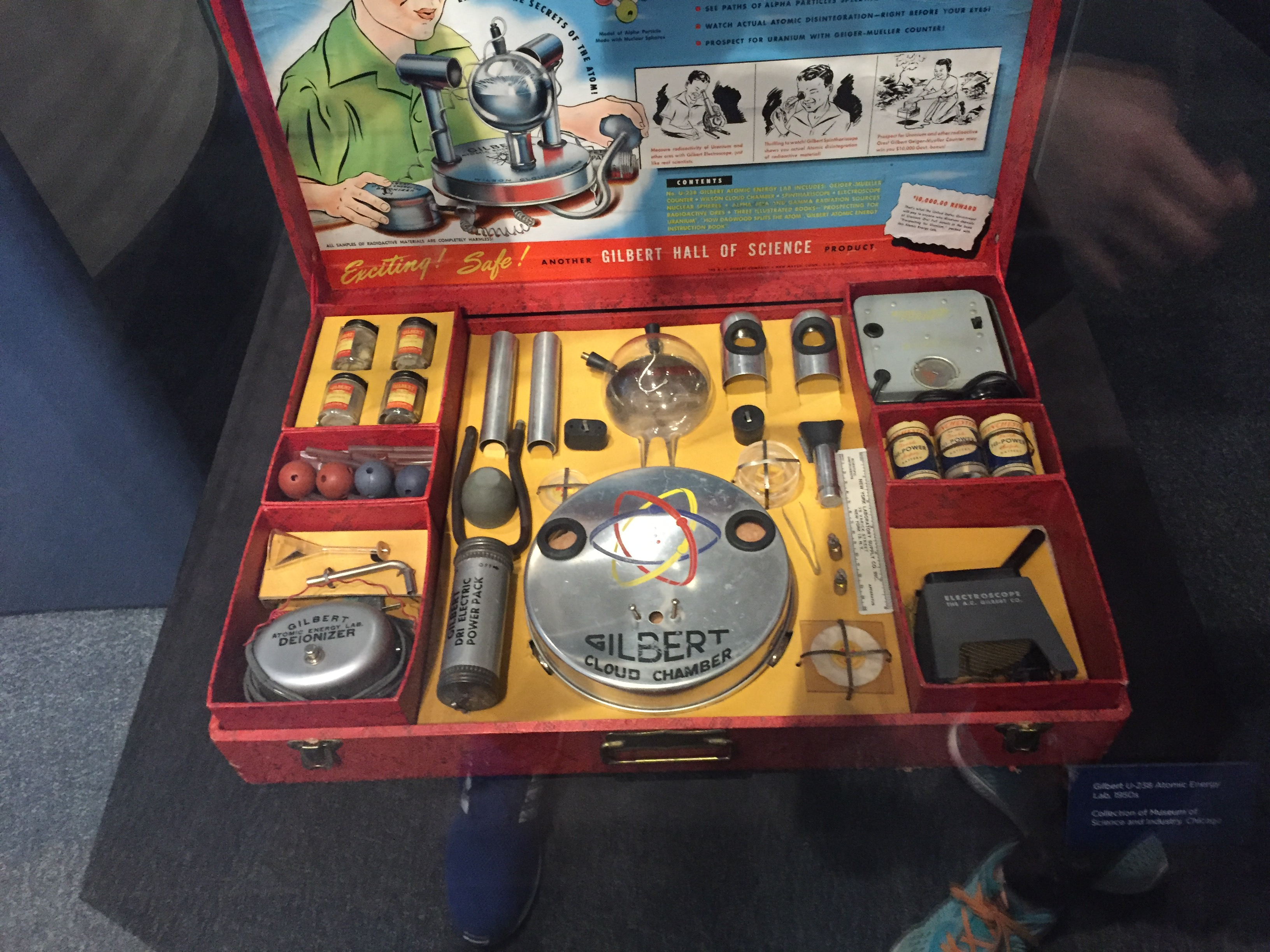
Widok zawartości zestawu

Zestaw zawierał komorę mgłową Wilsona, pozwalającą widzowi obserwować cząstki alfa, spintaryskop pokazujący wyniki rozpadu promieniotwórczego na ekranie fluorescencyjnym oraz elektroskop mierzący radioaktywność poszczególnych substancji w zestawie.
Według opisu producenta, żaden z materiałów nie był niebezpieczny. Instrukcje zachęcały do zachowania czystości w laboratorium, przestrzegając użytkowników, aby nie łamali plomb na słoikach z próbkami rudy, ponieważ „mają one tendencję do łuszczenia się i kruszenia, a ty narażasz się na rozprzestrzenienie radioaktywnej rudy w swoim laboratorium”. Producenci ostrzegali, że mogłoby wpłynąć to na wyniki eksperymentów poprzez zniekształcenie działania licznika Geigera.
W egzemplarzach katalogu Gilberta zawarte było zapewnienie, że „wszystkie materiały radioaktywne zawarte w Atomic Energy Lab uznane zostały za całkowicie bezpieczne przez Oak-Ridge Laboratories należące do Atomic Energy Commission”.
Zestaw był pierwotnie sprzedawany za 49,50 dolarów i zawierał:
- Zasilany bateriami licznik Geigera–Müllera
- Elektroskop
- Spintaryskop
- Komorę mgłową Wilsona z krótkotrwałym źródłem alfa (Po-210) w postaci drutu
- Cztery szklane słoiki zawierające naturalne próbki rudy uranu (U-238) (autunit, torbernit, uraninit i karnotyt z „regionu płaskowyżu Kolorado”)[3]
- Źródła promieniowania niskiego poziomu:
  - beta-alfa (Pb-210)[10]
  - czyste beta (prawdopodobnie Ru-106)[10]
  - gamma (Zn-65)[10]
- „Kule jądrowe” do konstruowania modelu cząstki alfa
- Gilbert Atomic Energy Manual – 60-stronicową instrukcję napisaną przez dr. Ralpha E. Lappa
- Learn How Dagwood Split the Atom – komiks wprowadzający do zagadnień radioaktywności, napisany z pomocą generała Leslie Grovesa (dyrektora Projektu Manhattan) i Johna R. Dunninga (fizyka, badacza rozszczepialności atomu uranu)[5][11]
- Prospecting for Uranium – książkę z 1949 roku opublikowaną wspólnie przez Komisję Energii Atomowej i Służbę Geologiczną Stanów Zjednoczonych
- Trzy baterie C
- Katalog zabawek Gilberta z 1951 roku

Katalog produktu opisywał zestaw w następujący sposób: „Produkuje fascynujące widoki! Pozwala faktycznie ZOBACZYĆ ścieżki elektronów i cząstek alfa poruszających się z prędkością ponad 10000 mil na SEKUNDĘ! Elektrony pędzące z niesamowitymi prędkościami wytwarzają delikatne, zawiłe ścieżki kondensacji elektrycznej – piękny widok. Oglądanie komory mgłowej w akcji to na chwilę obecną rzecz najbliższa oglądaniu atomu! Zestaw montażowy (komorę można złożyć w kilka minut) zawiera zasilacz Dri-Electric, dejonizator, żarówkę kompresyjną, szklaną komorę wizyjną, rurki, przewody zasilające, stojak i nogi”.
Jedną z proponowanych form wykorzystania zestawu była m.in. „zabawa w chowanego ze źródłem promieniowania gamma”, polegająca na użyciu licznika Geigera do zlokalizowania radioaktywnej próbki ukrytej w pokoju.

## Krytyka
W 2006 roku w „Radar Magazine” zestaw laboratoryjny uznano za jedną z „10 najniebezpieczniejszych zabawek wszech czasów […] z wyłączeniem wiatrówek, proc, gwiazdek do rzucania i wszystkiego, co faktycznie miało wyrządzić krzywdę”.
Czasopismo „IEEE Spectrum” opublikowało w 2020 roku bardziej szczegółową recenzję zestawu. Autorzy recenzji przedstawili stopień ekspozycji użytkownika zestawu na promieniowanie jako „minimalny, mniej więcej równoważny dziennej ekspozycji na promieniowanie UV ze Słońca”, pod warunkiem, że próbki radioaktywne nie zostały usunięte z pojemników, zgodnie z ostrzeżeniami zawartymi w instrukcjach zestawu.
W roku 2020 w internetowej wersji „Bulletin of the Atomic Scientists” opublikowano krótki artykuł wraz z materiałem wideo, na którym Voula Saridakis, kurator w Muzeum Nauki i Przemysłu w Chicago, przeprowadziła szczegółowy opis poszczególnych komponentów zestawu. Doszła do wniosku, że zestaw okazał się być porażką sprzedażową nie ze względu na troskę klientów o bezpieczeństwo, lecz z uwagi na zbyt wysoką cenę.